# Cantón Buena Fe
Cantón Buena Fe är en kanton i Ecuador.   Den ligger i provinsen Los Ríos, i den centrala delen av landet, 110 km väster om huvudstaden Quito.